# جيم هارتونغ
جيم هارتونغ (بالإنجليزية: James Hartung)‏ هو لاعب جمباز فني أمريكي، ولد في 7 يونيو 1960 في أوماها في الولايات المتحدة.

## وصلات خارجية
- جيم هارتونغ على موقع الاتحاد الدولي للجمباز (biography) (الإنجليزية)
- جيم هارتونغ على موقع اللجنة الأولمبية الدولية (الإنجليزية)
- جيم هارتونغ على موقع أوليمبيديا (الإنجليزية)